# Большие Выселки
Большие Выселки — деревня в Становлянском районе Липецкой области России.
Входит в состав Успенского сельсовета.

## География
Расположена северо-западнее деревни Малые Выселки. На её территории находится большой пруд.
Через деревню проходит просёлояная дорога; имеется одна улица: Центральная.

## Население
| 2010 |
| ---- |
| 1    |